# Win (demon)
Win – w tradycji okultystycznej, czterdziesty piąty duch Goecji. Znany również pod imionami Vine, Viné i Vinea. By go przywołać i podporządkować, potrzebna jest jego pieczęć, która według Goecji powinna być zrobiona ze srebra i miedzi zmieszanych w równych proporcjach albo ze złota.
Jest wielkim królem i hrabią piekła. Rozporządza 36, a według Dictionnaire Infernal 19 legionami duchów.
Może znaleźć ukryte skarby, czarownice i czarowników. Sporo wie o przeszłości, teraźniejszości i przyszłości. Na rozkaz przyzywającego buduje wieże i domy, przewraca wielkie kamienne bloki i wpływa na przybór wód.
Wezwany, ukazuje się pod postacią lwa (w niektórych wersjach człowieka z głową lwa albo człowieka złego jak lew), który ujeżdża czarnego konia i trzyma w ręku żmiję.